# Oswald Avery
Oswald Theodore Avery Jr. (1877 – 1955) va ser un investigador en medicina estatunidenc d'origen canadenc. La major part de la seva vida laboral la va passar al Rockefeller University Hospital de la ciutat de Nova York. Avery va ser un dels primers biòlegs moleculars i un pioner en la immunologia química, però és més conegut per l'Experiment Avery–MacLeod–McCarty (publicat el 1944 amb els seus col·laboradors Colin MacLeod i Maclyn McCarty) que identificaren l'ADN com el material amb el qual estan fets els gens i els cromosomes.
El Premi Nobel Arne Tiselius va dir que Avery era el científic més rellevant que s'havia quedat sense rebre un Premi Nobel per la seva obra, malgrat que en va ser nominat diverses vegades.
El cràter lunar Avery porta el seu nom.